# Кікул-Весь
Кікул-Весь (пол. Kikół-Wieś) — село в Польщі, у гміні Кікул Ліпновського повіту Куявсько-Поморського воєводства.
Населення — 328 осіб (2011).
У 1975-1998 роках село належало до Влоцлавського воєводства.

## Демографія
Демографічна структура станом на 31 березня 2011 року:
|          | Загалом | Допрацездатний вік | Працездатний вік | Постпрацездатний вік |
| -------- | ------- | ------------------ | ---------------- | -------------------- |
| Чоловіки | 161     | 31                 | 109              | 21                   |
| Жінки    | 167     | 46                 | 82               | 39                   |
| Разом    | 328     | 77                 | 191              | 60                   |